# Джозеф Вейценбаум
Джозеф Вейценбаум (Йозеф Вайценбаум, Вайзенбаум, Уайзенбаум; англ. Joseph Weizenbaum; 8 січня 1923, Берлін — 5 березня 2008, Гребен, Німеччина) — американський учений, фахівець у галузі штучного інтелекту. Відомий як автор програми Еліза, яку написав 1966 року.

## Життєпис
Народився в Берліні в єврейській родині. 1935 року емігрував з родиною до США. Там Джозеф почав вивчати математику, але заняття в Університеті Вейна (Мічиган) перервались через початок Другої світової війни. Воєнні роки Джозеф Вейценбаум прослужив у метеорологічному забезпеченні ВПС. Закінчив Університет Вейна: бакалавр (1948), магістр (1950).
Протягом 1953—1963 років працював системним інженером у дослідній лабораторії корпорації General Electric і став одним з розробників першої комп'ютерної банківської системи.
Від 1963 року працював у Массачусетському технологічному інституті. У 1964—1966 роках Дж. Вейценбаум написав програму для обчислювальної машини, з якою можна «розмовляти» англійською мовою. 1966 року Джозеф Вейценбаум повернувся в Берлін.
Відтоді Дж. Вейценбаум постійно говорив про відповідальність вчених за свою діяльність, висуваючи такі тези: «по-перше, між людиною і машиною існують принципові відмінності; по-друге, існують задачі, виконання яких не слід доручати обчислювальним машинам, незалежно від того, чи можна домогтися, щоб обчислювальні машини їх розв'язували».
Джозеф Вейценбаум — засновник організації «Комп'ютерні професіонали за соціальну відповідальність», був головою вченої ради Берлінського Інституту електронного бізнесу. Мав звання доктора гуманітарних наук Коледжу Деніела Вебстера. Дж. Вейценбаум здобув у середовищі вчених-програмістів і фахівців з інформатики репутацію дисидента і єретика.

## Деякі праці
- Вейценбаум Дж. Возможности вычислительных машин и человеческий разум. От суждений к вычислениям. — М. : Радио и связь, 1982. — 368 с. (рос.)